# Janet Kirina
Janet Kirina Nariki (sinh ngày 25 tháng 4 năm 1986) là một nữ diễn viên, ca sĩ, nhạc sĩ kiêm nhà sản xuất truyền hình người Kenya. Cô nổi tiếng với nghệ danh là Janet Kirina. Cô chủ yếu được biết đến với vai diễn của cô trong show diễn opera xà phòng nhiều tập mang tính giáo dục Makutano Junction.

## Nghề nghiệp

### Sự nghiệp diễn xuất
Janet đã xuất hiện trong một số sản phẩm phim và truyền hình của Kenya. Cô đã xuất hiện trong vở opera xà phòng mang tính giáo dục, có tên Makutano Junction. Cô đóng vai một phụ nữ trẻ động kinh với cảm giác tâm lý không an toàn. Nhân vật của cô và đối tác Tony điều hành một nhà hàng kinh doanh của gia đình Mabuki. Cô cùng diễn vai này với các diễn viên Charles Ouda, Wanja Mworia, Emily Wanja và Maqbul Mohammed. Kể từ năm 2010, cô đã tổ chức một chương trình Kid-show, Know Zone, trong đó cô đồng tổ chức với Charles Ouda và Emily Wanja, hai người đã từng là diễn viên đồng nghiệp trong vở opera xà phòng Makutano Junction

### Sự nghiệp âm nhạc
Janet thực hiện một cú đầu tư mạo hiểm trong âm nhạc vào ngày 22 tháng 2 năm 2013, khi cô phát hành đĩa đơn đầu tay của cô, "Night Out". Vào tháng 8 năm 2013, cô phát hành đĩa đơn thứ hai, và "Kata Kata", "Niingize Box". Đến năm 2015, cô vẫn chưa có kế hoạch cho album đầu tay của mình.

## Sự nghiệp điện ảnh

### Phim và chương trình truyền hình
| Năm      | Tên                | Vai diễn  | Chú thích                     |
| -------- | ------------------ | --------- | ----------------------------- |
| 2008     | Benta              | Benta     | Phim                          |
| 2008     | All Girls Together | Josie     | Film                          |
| 2008–nay | Makutano Junction  | Florence  | Series regular Season 6 – nay |
| 2009     | Block-D            | Rita      | Series regular Season 1       |
| 2010     | Higher Learning    |           | Series regular Season 1 – 4   |
| 2010     | Know Zone          | Presenter |                               |